# John Bowers
John Bowers, nato John E. Bowersox (Garrett, 25 dicembre 1885 – Santa Monica, 17 novembre 1936), è stato un attore statunitense.

## Biografia
Nato da George e Ida Bowersox, studiò all'Huntington Business College di Huntington (Indiana). Durante gli studi cominciò a interessarsi alla recitazione. Fece parte di un gruppo e vi lavorò fino a quando si trasferì a New York nel 1912, per debuttare a Broadway. La sua carriera cinematografica iniziò nel 1914. In cinque anni, diventò uno degli attori più popolari dello schermo. Una delle sue partner preferite fu Marguerite De La Motte, che diventò poi sua moglie. Nella sua carriera, durata fino al 1931, Bowers interpretò 94 film. Fu diretto, tra gli altri, da King Vidor, Frank Lloyd, Maurice Tourneur, Victor Sjöström.
Come molte stelle del cinema muto, Bowers vide crollare la sua carriera all'avvento del sonoro. Il 17 novembre 1936, dopo un lungo periodo di inattività come attore, si recò con un'imbarcazione all'Isola di Catalina, per contattare il suo vecchio amico Henry Hathaway. Il regista stava girando Anime sul mare (1937), un film interpretato da Gary Cooper e Bowers gli chiese un lavoro. Ma la risposta che ebbe fu quella che il cast ormai era stato completato. Bowers non tornò mai indietro vivo: il suo corpo fu trovato sulla spiaggia di Santa Monica.
La sua vita e soprattutto la sua tragica morte ispirarono il personaggio di Norman Main in È nata una stella.

## Riconoscimenti
Per il suo contributo all'industria del cinema, Bowers ha una stella sulla Hollywood Walk of Fame al 1701 Vine Street.

## Filmografia
Filmografia completa secondo l'IMDb. Quando manca il nome del regista, questo non viene riportato nei titoli.
- The Baited Trap (1914)
- Il cacciatore di bisonti (In the Days of the Thundering), regia di Colin Campbell e Francis J. Grandon - mediometraggio (1914)
- The Little Dutch Girl, regia di Émile Chautard (1915)
- The Woman Pays, regia di Edgar Jones (1915) (con il nome John E. Bowers)
- Madame X, regia di George F. Marion (1916)
- Hulda from Holland, regia di John B. O'Brien (1916)
- The Eternal Grind, regia di John B. O'Brien (1916)
- Destiny's Toy, regia di John B. O'Brien (1916)
- The Reward of Patience, regia di Robert G. Vignola (1916)
- The Bondage of Fear, regia di Travers Vale (1917)
- Darkest Russia, regia di Travers Vale (1917)
- Maternity, regia di John B. O'Brien (1917)
- The Divorce Game, regia di Travers Vale (1917)
- A Self-Made Widow, regia di Travers Vale (1917)
- Betsy Ross, regia di George Cowl, Travers Vale (1917)
- Shall We Forgive Her?, regia di Arthur Ashley (1917)
- Easy Money, regia di Travers Vale (1917)
- The Tenth Case, regia di George Kelson (1917)
- The Strong Way, regia di George Kelson (1917)
- Stolen Hours, regia di Travers Vale (1918)
- The Spurs of Sybil, regia di Travers Vale (1918)
- The Way Out, regia di George Kelson (1918)
- Journey's End, regia di Travers Vale (1918)
- The Oldest Law, regia di Harley Knoles (1918)
- The Cabaret, regia di Harley Knoles (1918)
- A Woman of Redemption, regia di Travers Vale (1918)
- Joan of the Woods, regia di Travers Vale (1918)
- Heredity, regia di William P.S. Earle (1918)
- T'Other Dear Charmer, regia di William P.S. Earle (1918)
- The Sea Waif, regia di Frank Reicher (1918)
- What Love Forgives, regia di Perry N. Vekroff (1919)
- Day Dreams, regia di Clarence G. Badger (1919)
- Sis Hopkins, regia di Clarence G. Badger (1919)
- Daughter of Mine, regia di Clarence G. Badger (1919)
- The Pest, regia di Christy Cabanne (1919)
- Through the Wrong Door, regia di Clarence G. Badger (1919)
- Strictly Confidential, regia di Clarence G. Badger (1919)
- The Loves of Letty, regia di Frank Lloyd (1919)
- The Woman in Room 13, regia di Frank Lloyd (1920)
- Out of the Storm, regia di William Parke (1920)
- A Cumberland Romance, regia di Charles Maigne (1920)
- Godless Men, regia di Reginald Barker (1920)
- The Sky Pilot, regia di King Vidor (1921)
- Vie del destino (Roads of Destiny), regia di Frank Lloyd (1921)
- An Unwilling Hero, regia di Clarence G. Badger (1921)
- Bits of Life, regia di James Flood, Marshall Neilan, William J. Scully (1921)
- L'asso di cuori (The Ace of Hearts), regia di Wallace Worsley (1921)
- The Silent Call, regia di Laurence Trimble (1921)
- The Poverty of Riches, regia di Reginald Barker (1921)
- The Night Rose rinominato Voices of the City, regia di Wallace Worsley (1921)
- The Golden Gift, regia di Maxwell Karger (1922)
- South of Suva, regia di Frank Urson (1922)
- The Bonded Woman, regia di Phil Rosen (1922)
- Affinities, regia di Ward Lascelle (1922)
- I banditi di Lost-Hope (Lorna Doone), regia di Maurice Tourneur (1922)
- Lo sciacallo (Quincy Adams Sawyer), regia di Clarence G. Badger (1922)
- Crinoline and Romance, regia di Harry Beaumont (1923)
- La donna di bronzo (The Woman of Bronze), regia di King Vidor (1923)
- What a Wife Learned, regia di John Griffith Wray (1923)
- Divorce, regia di Chester Bennett (1923)
- The Barefoot Boy, regia di David Kirkland (1923)
- Destroying Angel, regia di W. S. Van Dyke (1923)
- Desire, regia di Rowland V. Lee (1923)
- Riccardo Cuor di Leone (Richard the Lion-Hearted), regia di Chester Withey (1923)
- When a Man's a Man, regia di Edward F. Cline (1924)
- The White Sin, regia di William A. Seiter (1924)
- Code of the Wilderness, regia di David Smith (1924)
- Empty Hearts, regia di Alfred Santell (1924)
- Those Who Dare, regia di John B. O'Brien (1924)
- So Big, regia di Charles Brabin (1924)
- Flattery, regia di Tom Forman (1925)
- Confessions of a Queen, regia di Victor Sjöström (1925)
- Chickie, regia di John Francis Dillon (1925)
- Daughters Who Pay, regia di George Terwilliger (1925)
- Off the Highway, regia di Tom Forman (1925)
- The People vs. Nancy Preston, regia di Tom Forman (1925)
- Hearts and Fists, regia di Lloyd Ingraham (1926)
- Rocking Moon, regia di George Melford (1926)
- The Danger Girl, regia di Edward Dillon (1926)
- Diavoli della strada ferrata (Whispering Smith), regia di George Melford (1926)
- The Dice Woman, regia di Edward Dillon (1926)
- Laddie, regia di James Leo Meehan (1926)
- Pals in Paradise, regia di George B. Seitz (1926)
- Jewels of Desire, regia di Paul Powell (1927)
- Three Hours, regia di James Flood (1927)
- The Heart of the Yukon, regia di W. S. Van Dyke (1927)
- For Ladies Only, regia di Henry Lehrman e Scott Pembroke (1927)
- Ragtime, regia di Scott Pembroke (1927)
- The Opening Night, regia di Edward H. Griffith (1927)
- Heroes in Blue, regia di Duke Worne (1927)
- Papà mio! (Say It with Songs), regia di Lloyd Bacon (1929)
- L'uomo dai due volti (Skin Deep), regia di Ray Enright (1929)
- Mounted Fury, regia di Stuart Paton (1931)

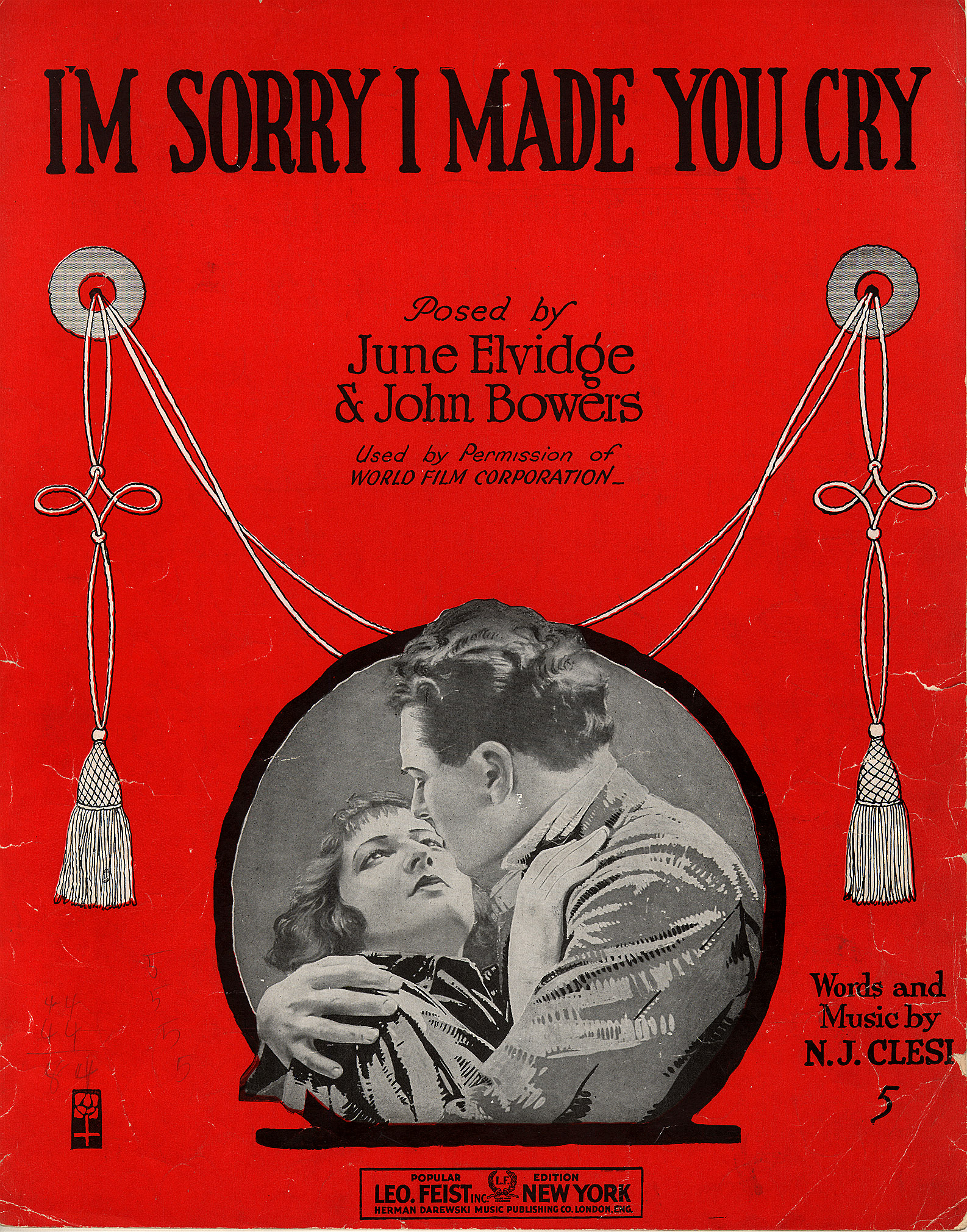
John Bowers con June Elvidge sulla copertina di un disco